# Bostad

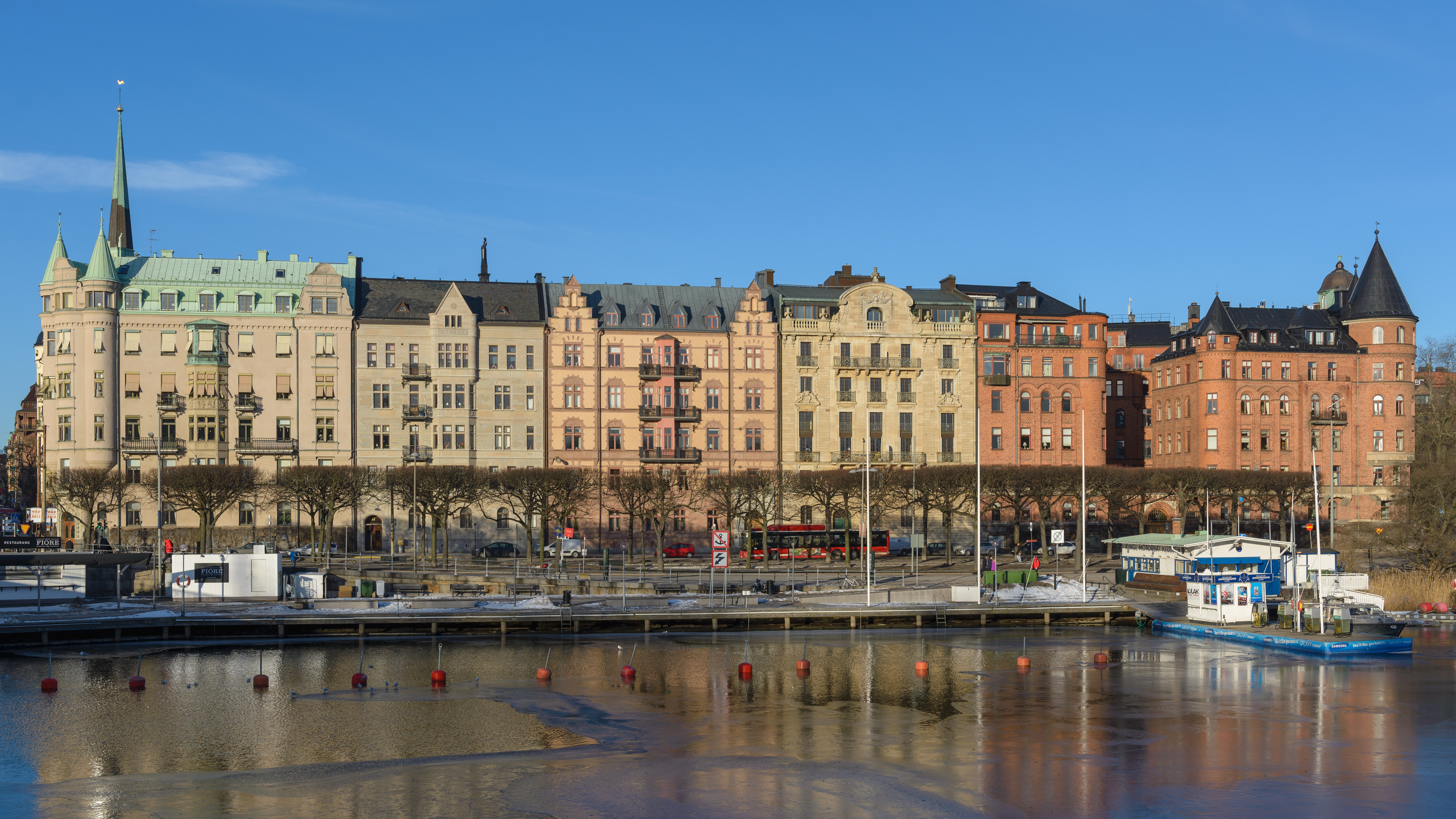
Bostadshus på Strandvägen i Stockholm.

En bostad är ett hus, ett rum eller en lägenhet som en eller flera människor stadigvarande bor i. En bostad innehåller vanligen utrymmen för matlagning, hygien och sömn. Därtill ofta utrymmen för umgänge, familjeliv och högtidligare tillfällen. Som bostadshus definieras oftast hus där minst halva arean är avsedd som bostadsutrymme. Under bondesamhällets era var det vanligt, även hos de fattigare, att en särskild "kammare" avdelades för högtidligheter av så vitt skilda slag som barnafödsel och bröllop. 
En blandning mellan en bostad och en lokal kallas bokal.
Bostäder kategoriseras även utifrån upplåtelseform, såsom hyresrätt, bostadsrätt, äganderätt (småhus etc), kooperativ hyresrätt, ägarlägenhet med mera.

## Bostäder i Sverige
Några av boendeformerna i Sverige är:
- Eget enfamiljshus
- Hyreslägenhet
- Bostadsrättslägenhet
- Ägarlägenhet
- Andelslägenhet
- Bokal